# 纳劳伊
纳劳伊，是匈牙利沃什州所辖的一个村，总面积15.99平方公里，总人口1271，人口密度79.5人/平方公里（2010年1月1日）。